# 奧地利的海倫娜
奧地利的海倫娜（德語：Helena von Österreich，1543年1月7日—1574年3月5日），神聖羅馬皇帝斐迪南一世的第十女（第九女夭折，形同第九女）。
海倫娜終生未婚，1574年於提洛邦哈爾去世。